# 韓巌回
韓 巌回（ハン・アムェ、朝鮮語: 한암회/韓巖回、1900年7月17日 - 1975年5月25日）は、日本統治時代の朝鮮のジャーナリスト、大韓民国の政治家。制憲韓国国会議員。本貫は清州韓氏。
韓 厳回（ハン・オムェ、한엄회/韓嚴回）の表記もある。1960年代以降の報道では韓 邯錫または韓 甘錫（ハン・ガムソク、한감석）と紹介されていた。

## 経歴
ソウル市鐘路出身。養正高等普通学校、九州帝国大学農学部卒。日本統治時代は満州国および中華民国で活動しており、南満州農村天一農場農村振興会連合会理事、日大学院院長、上海中華日報社河南省支社長を務めた。1942年、蒋介石の統治区域で新聞の輸送をした際に日本兵に逮捕され、北京の日本軍の監獄で4か月間服役した。解放後は大韓独立促成国民会尚州郡支部長、尚州地区司法保護委員会常務委員、制憲国会議員などを務めた。
朝鮮戦争時に北朝鮮に拉致されたとされるが、その後は何らかの手段で1963年以前にまた韓国に戻った。1975年5月25日、ソウル市西大門区の自宅で老衰のため死去。享年77。